# Carl Gottlieb Richter
Carl Gottlieb Richter (* 1728 in Berlin; † 1809 in Königsberg) war ein deutscher Pianist, Organist und Komponist.

## Leben und Werk
Carl Gottlieb Richte war Schüler von Carl Philipp Emanuel Bach und Christoph Schaffrath. Er war Lehrer von Johann Friedrich Reichardt.
1761 ging Richter nach Königsberg. Er wurde hier nacheinander Organist an der Schlosskirche, der Altstädtischen Kirche und am Dom. Bei Liebhaberkonzerten trug er eigene Klavierwerke vor und spielte eine gewichtige Rolle im Musikleben Königsbergs.
Er veröffentlichte fünf Klavierkonzerte. Zudem veröffentlichte er zehn Menuettsammlungen für Orchester sowie Lieder.